# 추즈 오어 다이
《추즈 오어 다이》(영어: Choose or Die, 기존 제목은 영어: CURS>R)는 영국에서 제작된 토비 미킨스 감독의 2022년 공포 스릴러 영화이다. 아이올라 에번스, 에이사 버터필드, 로버트 엥글런드, 에디 마선 등이 출연하였고, 매슈 제임스 윌킨슨 등이 제작에 참여하였다. 2022년 4월 15일 넷플릭스에서 공개되었다.

## 줄거리
역기능 가정 가장인 고전 비디오 게임 수집가 핼은 카세트테이프에 저장된 인터랙티브 픽션 컴퓨터 게임 〈커서〉(CURS>R→저주자)를 한 매 구한다. 평범한 1980년대 텍스트 기반 모험 게임 부류로 보이던 이 게임은 이내 주변 사물과 상호 작용하기 시작한다. 곧 화면에 혀와 귀 중 하나를 고르라는 지시 문장과 함께 “추즈 오어 다이”(→고르지 않으면 죽는다)가 연속해서 뜬다. 핼이 되는대로 자판을 누르고 방 밖으로 나오자 아들 게이브의 혀를 잘라낸 아내 로라가 왜 이렇게 됐는지 모르겠다며 운다.
3개월 뒤. 코딩을 잘 다루는 대학생 케일라는 청소부 일을 하는 한편 컴퓨터 기크인 친구 아이작에게 각종 컴퓨터 관련 장비를 조달해 학비를 벌고 있다. 동생 리키가 익사한 후로 엄마 시아는 마약 중독자가 되었으며, 마약 공급책인 집세 수금원 랜스는 아파트에서 쫓아내지 않는 대가로 시아에게 매춘을 강요한다.
케일라는 아이작의 아파트에서 게임 〈커서〉 불법 복제판을 발견한다. 표지에 상금 125,000 달러가 광고돼 있는 걸 보고 하단에 인쇄된 번호로 전화를 걸자 게임을 깨고 숫자 코드를 입력하면 상금을 지급한다는 “테러 디렉터” 로버트 엥글런드의 음성 녹음이 흘러나오며 상금이 아직 유효하다는 걸 확인시켜 준다. 돈이 절실한 케일라는 한 카페에서 게임을 시작한다. 그러나 게임 텍스트는 실제 주변 환경을 반영하며 진행되더니 종업원이 유리 조각을 삼키고 사망하면서 1단계가 종료된다.
다음 날 케일라는 〈커서〉 카세트 테이프에서 자기 테이프를 뽑아내 이를 파기한다. 그러나 그 전에 이미 인터넷으로 빠져나온 〈커서〉는 엄마 시아를 쥐에 쫓기게 만들며 제멋대로 2단계를 속행한다. 게임은 케일라에게 시아를 구할 방법을 고르라고 압박하고, 케일라의 선택으로 시아는 창문에서 추락해 부상을 입는다.
케일라는 아이작에게 도움을 청한다. 아이작이 〈커서〉 로딩 소리에서 정체불명의 언어로 만들어진 코드를 추출해 낸 뒤 바로 3단계가 시작돼 아이작의 아파트에 붉은 문과 파란 문이 나타난다. 붉은 문을 택한 케일라와 아이작이 안개 속에서 서로를 놓친 뒤 케일라는 동생 리키와 아이작 중 하나를 고르는 선택지를 받는다. 케일라가 아이작을 택하자 리키가 케일라를 공격하고, 케일라는 울면서 리키를 질식사시키며 3단계를 깬다. 케일라는 아이작에게 리키가 자신의 부주의로 죽은 것만 같아 그간 죄책감에 짓눌려 왔으며 이를 게임이 알고 있었다고 말한다.
아이작은 상금 안내 전화 연결음에 담긴 정보를 이용해 해킹을 감행하여 〈커서〉가 만들어진 창고 시설을 찾아낸다. 창고에서 〈커서〉 제작 과정을 녹화한 1984년 비디오테이프를 발견해 재생하자 게임 창작자인 벡이 화면에 등장한다. 벡은 각기 다른 저주를 가리키는 상징 체계를 발견했으며, 이는 저주받은 자가 고통받을수록 저주를 건 자(curser)가 이득을 보는 구조라고 설명한다. 벡은 게임 코드 안에 이 저주 상징들을 집어넣어 게임을 실행한 사람들이 느끼는 고통으로부터 운, 건강과 같은 이익을 얻어 왔던 것이다.
케일라는 비디오 정지 화면에서 중요한 명령 프롬프트를 발견하지만, 그 순간 비디오를 통해 4단계가 실행되고 아이작이 게임 안에 갇혀 버린다. 벡은 케일라에게 되감기와 빨리 감기 중 하나를 고르라고 재촉하고, 케일라가 빨리 감기를 고르자 아이작은 입에서 자기 테이프를 잔뜩 토해 내고 사망한다.
게임은 4단계를 깬 케일라에게 보스를 만나러 갈 차례라고 하며 핼의 집으로 보낸다. 그간 로라와 게이브를 고문해 온 핼은 2단계에 도달했을 때 게임을 복제해 배포하면 게임을 깨지 않아도 내버려두겠다는 메시지 창이 떠서 이를 따랐다고 말한다. 케일라는 아이작이 갖고 있던 복제판을 바로 핼이 제조했다는 걸 깨닫고 분노한다.
케일라와 핼은 역행 대결을 시작한다. 이는 상대를 공격하면 그 여파가 공격한 본인에게 돌아오고, 반대로 자해하면 상대 몸이 훼손되는 방식이다. 케일라가 수영장에 빠지면서 핼이 익사해 케일라는 상금을 획득하고 커서 저주를 재량껏 다룰 수 있는 온전한 통제권도 얻는다. 이 권능으로 케일라가 랜스를 죽이자 핼과 싸우며 입었던 상처가 낫고 엄마 시아도 회복한다.
곧 케일라가 청소부로 일했던 건물이 벡의 소유로 밝혀진다. 벡이 전화로 이 다음엔 누구에게 고통을 줄 거냐고 묻자 케일라는 당해도 마땅한 사람이라고 답한다.

## 출연진
- 아이올라 에번스 - 케일라 역
- 에이사 버터필드 - 아이작 역
- 로버트 엥글런드 - 〈커서〉의 “테러 디렉터”로 허구화된 본인 역
- 에디 마선 - 핼 역
- 케이트 플리트우드 - 로라 역